# رهاب الحشرات
رُهابُ الحَشَرات أو رهبة الحشرات هو رهابٌ محدد يتسمُ بخوفٍ مفرطٍ أو غير واقعيٍ من نوعٍ واحد أو أكثر من الحشرات، ويُصنف على أنه رُهاب حسب الطبعة الخامسة من الدليل التشخيصي والإحصائي للاضطرابات النفسية (DSM-5). تُوجد أيضًا حالاتٌ خاصة، والتي تتضمن رُهاب الصراصير، ورُهاب النحل، ورهاب النمل [الإنجليزية]، ورُهاب حرشفيات الأجنحة (تشمل الفراشات والعثّ). يدعي كتابٌ واحدٌ أنَّ 6% من سكان الولايات المتحدة يُعانون من هذا الرهاب.
قد يحدث رُهاب الحشرات ببعض الأساليب، والتي تتضمن خوض تجربة مُخيفة أو إذا كان الشخص يعتقد بأنَّ الحشرة خطيرة. مثلًا، إذا كان الشخص يعتقد أنَّ الفراشة سامة، فسوف يُحاول بكل ما وسعه أن يتجنب الاقتراب منها.
كما يحدث رُهاب الحشرات بعد تعرض الشخص لتجربةٍ مؤلمةٍ مع الحشرات المعنيّة، حيث قد يحدث في وقتِ مُبكر أو فيما بعد خلال الحياة، ويُعد شائعًا جدًا بين أنواع رهاب الحيوانات. يخاف الشخص عادةً من نوعٍ معينٍ من الحشرات، ولكن في بعض الحالات قد يشمل ذلك معظمها، إذا لم يكن كل الحشرات الأخرى أيضًا، ورُبما جميع الحيوانات الأخرى ضمن فصيلة مفصليات الأرجل. يُؤدي رهاب الحشرات إلى تغييراتٍ سُلوكية، فسوف يتجنب الشخص المصاب به المواقف التي قد يواجه فيها نوعًا معينًا من الحشرات. يعتبر العلاج العرفي السلوكي فعالًا لهذا الرهاب.